# واندرر دبلیو۲۲
واندرر دبلیو۲۲ (Wanderer W۲۲) خودرویی است که در سال‌های ۱۹۳۳ تا ۱۹۳۸در زویکاو و آلمان تولید شده‌است. طول آن در حالت طبیعی ۴٬۵۰۰ میلیمتر (۱۸۰ اینچ) و عرض آن در حالت طبیعی ۱٬۶۷۰ میلیمتر (۶۶ اینچ) و ارتفاع آن در حالت طبیعی ۱٬۶۵۰ میلیمتر (۶۵ اینچ) است.
موتور آن ۹۵۰ سی‌سی سیستم جعبه‌دندهٔ آن ۴ دنده به صورت دستی است.